# Quiroga (Michoacán)
Quiroga es una población del norte del estado mexicano de Michoacán, cabecera municipal del municipio homónimo. Se encuentra a una distancia de 45 km de la capital del estado, en la ubicación 19°39′50″N 101°31′30″O / 19.66389, -101.52500, a una altitud de 2076 m s. n. m.

## Demografía
Según los datos registrados en el censo de 2020, la localidad cuenta con 15 249 habitantes, lo que representa un crecimiento promedio de 0.34 % anual en el período 2010-2020 sobre la base de los 14 754 habitantes registrados en el censo anterior. Ocupa una superficie aproximada de 3.55 km², lo que determina al año 2020 una densidad de 4299 hab/km².
| Gráfica de evolución demográfica de Quiroga entre 2000 y 2020     |
|                                                                   |
| Fuente: Instituto Nacional de Estadística Geografía e Informática |

La población de Quiroga está mayoritariamente alfabetizada (4.71 % de personas mayores de 15 años analfabetas, según relevamiento del año 2020), con un grado de escolaridad promedio superior a los 8 años. El 93.6 % de los habitantes de Quiroga profesa la religión católica.
En el año 2010 estaba clasificada como una localidad de grado medio de vulnerabilidad social. Según el relevamiento realizado, 6240 personas de 15 años o más no habían completado la educación básica —carencia conocida como rezago educativo— y 6781 personas no disponían de acceso a la salud.

## Monumentos históricos
Por su valor patrimonial arquitectónico, se destacan:
- Parroquia de San Diego de Alcalá
- Templo de la Inmaculada Concepción
- Capilla de San Miguel
- Capilla de San Vicente de Padua

## Historia

### Orígenes
Desde el siglo XVI, Quiroga se nombraba San Diego Cocupao a la llegada de los colonizadores españoles, haciendo referencia al santo asignado como patrono del lugar por los eclesiásticos y conservando, como era costumbre, el antiguo nombre indígena precolonial que de acuerdo a algunos lingüistas significa lugar de recepción, según otros,  joroba, y otros más, tiro de piedra; aunque el significado más preciso está relacionado con un: “caserío sobre una loma”.
De la historia del pueblo de Cocupao se conoce poco, debido a que en el pasado los historiadores le concedieron poca importancia por ser población menor y no haber concentrado poderes civiles o eclesiásticos a diferencia de cabeceras como Tzintzuntzan y Pátzcuaro; además por carecer de documentos históricos suficientes. Sin embargo, hay coincidencia en que, como hoy, el antiguo pueblo de San Diego Cocupao fue un lugar de tránsito debido a la ubicación geográfica en que se encuentra.
El primer asentamiento del pueblo se estima basándose en algunas crónicas de los años 1593-1598 e indican el lugar hoy conocido como Calvario, como el asentamiento original de una comunidad indígena, de ahí la relación con el significado Cocupao, al estar ubicado este lugar sobre una loma. Sin embargo, al otorgársele el título original y de congregación de San Diego Cocupao hacia 1534 por la Segunda Audiencia presidida por Sebastián Ramírez de Fuenleal, se establecieron también en la parte baja del lugar familias españolas dedicadas principalmente a la ganadería y a la adquisición de tierras. Se sabe que el pueblo estaba incluido en la encomienda de Juan Infante, encomendero con quien el oidor Vasco de Quiroga tuvo problemas territoriales. Como visitador de Michoacán Vasco de Quiroga instaló en el pueblo de Uayameo la orilla del Lago de Pátzcuaro, el Hospital Pueblo de Santa Fe de la Laguna, y como primer obispo de Michoacán expandió su proyecto fundando numerosos hospitales en el obispado, como fue el caso del Hospital de la Concepción de Cocupao, lugar dedicado a los indígenas del lugar, donde les fueron administrados los primeros sacramentos, atención a enfermos y hospitalidad para los viajeros.
Históricamente fueron los frailes de la orden franciscana quienes llegaron primero a la Nueva España y también a la región del Lago de Pátzcuaro para realizar la evangelización y facilitar la consolidación del nuevo orden social. Siendo los franciscanos los fundadores del primer convento de San Diego Año 1750., explicándose así la designación patronal de San Diego de Alcalá, como fraile de dicha congregación. Aunque administrativamente dependía de la jurisdicción de Tzintzuntzan y quedó constituida como parroquia auxiliar hacia 1748 de la misma. Años más tarde, con la secularización del clero en el siglo XVIII por orden real, la administración del curato pasó a manos del clero secular en 1787, sufriendo una reestructuración.
Existía a finales del siglo XVIII, escuela para los hijos de los naturales, quienes pagaban de los bienes comunales el salario del maestro. Durante la época colonial, los naturales vivieron principalmente de la agricultura, la pesca, como batelleros del trabajo artesanal en madera, pintando cajas de madera que hacían en Cuanajo, o al servicio ajeno. Los miembros de las castas fueron vendidos y comprados como esclavos al servicio de criollos y peninsulares, quienes se ocuparon de la administración civil y eclesiástica, y se dedicaron principalmente a la ganadería, al arrendamiento de tierra y a la compra-venta de granos.

### SiglosXIXyXX
De la primera mitad del siglo XIX y la guerra de independencia, se conoce poco por la ausencia de documentos o crónicas relacionadas con la época, únicamente se sabe que durante el conflicto intermitente la región estuvo controlada en algún momento por la insurgencia y que fue atacada por el general realista Manuel de la Concha, hombre infatigable en sus expediciones, y quien en abril de 1811 salió de la Ciudad de Valladolid el día 26 de ese mes, con rumbo al oeste, por haber obtenido informes del Capitán Trujillo que en el pueblo de San Diego Cocupao había presencia de insurgentes; y una vez habiendo registrado las calles con "escrupulosidad" "se aprehendieron varios individuos del pueblo, por sospechosos y de hecho resultaron presos el Mariscal de Campo, Presbytero don Vicente Ochoa, el coronel Pedro Caballero y otros de inferior graduación entre los insurgentes", a quienes mandó pasar por las armas la tarde del mismo día, sumando 16 personas las que fueron fusiladas entonces y llevándose presos a Valladolid a 8 personas más, incluido el sacerdote don Vicente Ochoa para realizar una averiguación por alguna correspondencia intercambiada con el Padre Navarrete, también simpatizante de la insurgencia en la región. Esto de acuerdo a información tomada del libro de Fray Servando Teresa de Mier, "Historia de la Revolución de la Nueva España". Finalmnente resultaron muertos 37: 22 prisioneros pasados por las armas, 12 vivos y un cañón tomado.
Al finalizar el conflicto bélico e independizarse el Reino de la Nueva España, en 1824 inició el primer ensayo republicano y Cocupao quedó asignado dentro del partido de Pátzcuaro y subordinado a su prefectura. Por ese tiempo vivió en el pueblo de Cocupao el joven Santos Degollado , sobrino del presbítero Mariano Garrido, cura del templo de San Diego de Alcalá.
Hacia 1827 el congreso michoacano dictó una disposición sobre la resolución de las tierras comunales, y aún en 1851 continuó la iniciativa; siendo la comunidad de Santa Fe de la Laguna la que más protestó, alegando que por ningún motivo aceptaría el fraccionamiento, pues querían seguir viviendo en comunidad . En Cocupao, al igual que en otros lugares, las tierras comunales fueron varias veces motivo de conflicto y era común el arrendamiento a particulares, situación que de hecho constituía un despojo; así se arrendaron en la región terrenos como los de Tzirandangatzio y Chupícuaro.
En esa época los habitantes de Cocupao se dedicaron a la agricultura, ganadería; y existían oficios como alfareros, batelleros, artesanos, licoreros, pescadores, arrieros, entre otros. Y el nivel de vida de la población era muy bajo después de la crisis financiera de la guerra de independencia.
Una de las posturas políticas del republicanismo fue la expulsión de los españoles en 1827 y 1829, en Cocupao se aplicó el decreto legislativo número 33 con tal disposición, aunque se desconoce el número de personas expulsadas.
A mediados del siglo XIX ante la invasión de Estados Unidos y la declaración de guerra de ambos países, el gobernador Melchor Ocampo lanzó una proclama con la que incitaba al pueblo a sumarse a la defensa del país formando el Batallón de Matamoros, del que se tienen noticias que participó un pequeño grupo de habitantes de Cocupao, tomando parte en las batallas de Chapultepec en septiembre de 1847.
Cinco años después, un grupo de vecinos de Cocupao se dirigen a la capital del estado para entrevistarse con el gobernador Ocampo y solicitarle el cambio de nombre del pueblo por el del propio gobernador, a lo cual él responde no merecer tal distinción pero que, propone el nombre de Quiroga, en honor al ilustre personaje del siglo XVI. De manera que, por decreto del gobierno del estado de Michoacán se da al pueblo de Cocupao el título de Villa de Quiroga . En la misma década, hacia 1858, es colocada en la plaza principal de la villa, la estatua de La América, emblema de la nación decimonónica independiente y liberal.
En ese mismo año,  el obispo Clemente de Jesús Munguía ascendió el curato de Cocupao independiente del de Tzintzuntzan; y debido a un temblor ocurrido en junio de 1858, se desplomó parte de la torre que quedó inconclusa hasta el siguiente siglo.
Al iniciar la década de 1860, durante la invasión francesa, el territorio michoacano estuvo dividido entre lugares republicanos e imperialistas en 1864 al inicio del segundo imperio de Maximiliano de Habsburgo. Durante el imperio y la resistencia republicana, en la Villa de Quiroga fueron fusilados en la plazuela nombrada de La Loza, el 25 de noviembre de 1866, por órdenes del general imperialista Ramón Méndez, el Teniente de Infantería don Eufrasio Silva, el Sargento 2° Juan Dueñas, y otros veinte patriotas defensores de la causa republicana, hoy el lugar es conocido como Plazuela de los Mártires. Según el historiador Eduardo Ruiz, testigo presencial de los hechos, en Quiroga ocurrieron al menos dos enfrentamientos entre las tropas republicanas e imperialistas, e incluso le fue aplicada una multa a los habitantes por no haber auxiliado a las fuerzas monárquicas. Dentro de este periodo sobresale la participación del coronel republicano Jesús Villanueva Barriga, originario y vecino de Quiroga, quien en colaboración con los coroneles Eugenio Ronda y Rafael Garnica, encabezaron la defensa en la región.
Se tiene constancia por los libros de actas de cabildo que la administración municipal de la Villa de Quiroga a partir de la restauración de la República transcurrió con normalidad entre los años 1869-1900, dedicándose la corporación del Ayuntamiento a realizar mejoras materiales, aunque siempre con escasos recursos, reparación de antiguos caminos, construcción de sencillos canales para agua potable, administración de la justicia, educación para niños y niñas, e incluso aplicación de algunas vacunas. Y se inicia para 1892 la construcción de la casa municipal sobre terreno nacionalizado anexo del Templo de la Concepción que pertenecía a la antigua huatápera u hospital de indios.
Del periodo de la guerra civil de 1910, escasas noticias se conocen, únicamente que en diciembre de 1913 la Villa de Quiroga fue atacada y tomada por el General Joaquín Amaro acompañado de otros 400 hombres el día 15 de ese mes; y que dos días después recibió otro ataque por parte de Lino Fraga, subalterno de Anastacio Pantoja de las fuerzas del general Gertrudis G. Sánchez. También hay constancia que la Villa de Quiroga fue atacada por el bandolero José Inés Chávez García el día 18 de diciembre de 1916 según consta en el informe detallado del Presidente Municipal en turno Pedro Fuentes, quien informó de robos e incendios a oficinas públicas, y secuestros a particulares como el caso del C. Odilón Tovar; y que el Ayuntamiento sufrió un incendio durante la Revolución Cristera, en abril de 1928, destruyéndose parte del archivo del Registro Civil.
Durante los años posteriores el gobierno municipal estuvo ocupado por personas partidarias del régimen revolucionario, y durante la guerra cristera hubo notable participación de los habitantes de Quiroga a favor de los religionarios, como consta en documentos históricos, lo que provocó con frecuencia conflictos entre agraristas y clericales.
El día 4 de mayo de 1937 fue asesinado en el propio lugar del Ayuntamiento el ciudadano Juan Bautista Rodríguez Zepúlveda, originario de Purépero y presidente municipal de Quiroga desde mayo de 1936, al parecer, por la forma impositiva y anticlerical de su corta administración, además de atentar contra intereses particulares de algunos matarifes.
Entre las décadas de 1930 y 1940, con la construcción de la carretera nacional México-Guadalajara durante el gobierno del general Lázaro Cárdenas, la población de Quiroga recibió gran beneficio aumentando su presencia en el estado, al distinguirse por ser lugar de comercio de artesanías. 
Hacia 1946 ocurrió en Quiroga un acontecimiento político relevante, cuando en diciembre de ese año es electo y designado presidente municipal el C.P. Manuel Torres Serranía, como representante del Partido Acción Nacional, convirtiéndose en la primera alternancia partidista del México contemporáneo dentro de un municipio. Durante la presidencia de Torres Serranía (1947-1948) se eficientó notablemente la administración de la hacienda municipal, se logró instalar una red de abastecimiento de agua potable, y se mejoró la imagen de la Villa de Quiroga, entre otros aspectos que constan en documentos de la época. La relevancia de dicha presidencia municipal se expresó en el hecho de que en la entrega-recepción del municipio se presentó el presidente de la República, Miguel Alemán Valdés, acompañado del general Lázaro Cárdenas del Río, para verificar el hecho. 
En adelante la situación política comenzó a estabilizarse a medida que el régimen político producto histórico de la Revolución, se iba consolidando.
Hacia el año de 1950, se coloca la primera piedra para la construcción de la escuela pública de la Plaza de la Constitución sobre terreno donado por el Sr. Efrén Chagolla Barriga. En ese mismo año, por iniciativa del gobierno del estado y el Ayuntamiento local, presidido por J. Natividad Díazbarriga colocan el 3 de septiembre en la Plaza de la Constitución, una estatua de Vasco de Quiroga del escultor Ernesto Eduardo Tamariz para conmemorar el aniversario local del 10 de septiembre por el ascenso de Cocupao a Villa de Quiroga (1852). Desde entonces la plaza cambia de nombre por Madrigal de la Altas Torres, aunque es comúnmente conocida como "la plaza vieja".
Durante el resto del siglo XX, el municipio completo aumentó su población de 10 mil habitantes en 1950 a 23 mil en el año 2000. El progreso material mejoró lentamente, con deficiencias en aspectos como los servicios básicos de agua potable y pavimentación; pero en otros aspectos hubo avances importantes como en educación, porque se establece la Secundaria Federal hacia 1979-1980, y el Colegio de Bachilleres entre 1984 y 1986. 
Durante la década de 1990 el municipio mejoró notablemente las condiciones de vida en los espacios comercial, educativo, y de salud, con la reestructuración del Centro de Salud en 2001.

## Hermanamientos
La ciudad de Quiroga tiene Hermanamientos con las siguientes ciudades alrededor del mundo:
- Mayagüez Puerto Rico (2007)[11]
- Madrigal de las Altas Torres, España (2021)[12]
- Jayaque, El Salvador (2022)[13]
- San Rafael Cedros, El Salvador (2022)[14]
- Apastepeque, El Salvador (2022)[14]
- Mejicanos, El Salvador (2022)[15]